# GW BASIC
Dialekt BASIC-a opracowany przez Microsoft dla wczesnych komputerów IBM PC. Pierwsza wersja pojawiła się w 1983 roku. Istnieje wiele interpretacji liter GW w nazwie, ale przyjmuje się, że oznaczało to Graphic Workstation. Kompatybilny z poprzednim dialektem BASIC-a dla komputerów osobistych.
W odróżnieniu od niego ładował się z dyskietki, a nie z ROM. Zawierał szkieletowy edytor ekranowy (z możliwością przypisania klawiszom funkcyjnym własnych ciągów znaków). Programy można było zapisywać w postaci binarnej (stokenizowanej) lub ASCII. Interpreter miał wbudowane instrukcje do obsługi joysticków, pióra świetlnego (ale nie myszy, która na początku lat osiemdziesiątych była rzadkością w komputerach PC), portów szeregowych i równoległych oraz głośniczka systemowego.
Zastąpiony od wersji MS-DOS 4.0 przez QBASIC.